# Orthocladius wiensi
Orthocladius wiensi är en tvåvingeart som beskrevs av Ole Anton Saether 1969. Orthocladius wiensi ingår i släktet Orthocladius och familjen fjädermyggor. Inga underarter finns listade i Catalogue of Life.